# 维亚佐夫卡农村居民点
维亚佐夫卡农村居民点（俄语：Вязовское сельское поселение）是俄罗斯联邦伏尔加格勒州叶兰区所属的一个农村居民点。其下辖有1个居民点，行政中心为维亚佐夫卡。据2016年统计，该农村居民点的人口为2496人。